# Tiefer Trebbower See
Der Tiefe Trebbower See oder auch Tiefentrebbow liegt in der Mecklenburgischen Seenplatte im Landkreis Mecklenburgische Seenplatte in Mecklenburg-Vorpommern etwa fünf Kilometer südlich von Neustrelitz, zu dessen Gemeindegebiet er auch gehört.
Der Tiefe Trebbower See befindet sich am westlichen Rand der Strelitzer Niederung knapp südlich des Naturschutzgebiets Kalkhorst. Er wird vom 1932 angelegten Floßgraben durchflossen, der im Nordwesten in Richtung Flacher Trebbower See wieder abfließt. Die Stendlitz bildet einen weiteren Zufluss aus Richtung des Neustrelitzer Stadtteils Strelitz-Alt. Der Name des Sees geht auf die Bezeichnung der Feldmark Trebbow zurück, die das Gebiet zwischen den Orten Klein Trebbow und Groß Trebbow umfasst.
Entgegen seinem Namen ist der Tiefe Trebbower See sehr flach, im Mittel nur 1,3 m tief. Er ist von einem breiten Schilfgürtel und einem Erlensaum umgeben. Aufgrund der ihn umgebenden Feuchtwiesen sind seine Ufer schwer zugänglich. Dagegen ist der See über den Floßgraben aus Richtung des Woblitzsees mit Leichtbooten befahrbar. Für den motorisierten Schiffsverkehr ist er gesperrt.